# Алхімія душ
«Алхімія душ» (кор. 환혼; ханча: 還魂) — фентезійний південнокорейський телесеріал, що розповідає історію про вигадану країну нації Техо та долю головних герої, яка викривлена через застосування таємничої магії, що дозволяє переміщати душі людей. Частина 1 виходила на телеканалі tvN щосуботи і щонеділі з 18 червня по 21 серпня 2022, крім того він також доступний на Netflix і TVING у вибраних регіонах. У головних ролях Лі Че Ук, Чон Со Мін та Хван Мін Хьон, у Частині 2 Ко Юн Джон замінила Чон Со Мін, виконоваши роль Чін Пу Йон/Наксу.
Серіал поділений на дві частини: перша частина була показана з червня по серпень, прем'єра Частини 2 («Алхімія душ: Світло і Тінь») відбулась 10 грудня 2022, виходила як і 1 на телеканалі tvN щосуботи і щонеділі по 8 січня 2023 та налічує в собі 10 серій.

## Сюжет

### Перший сезон (Частина 1)
Події розгортаються у вигаданій країні Техо, де існують чаклуни, які можуть використовувати магію для переміщення душі у інше тіло. Історія розповідає про Наксу — вона в дитинстві втратила батьків та під керівництвом таємничої людини виросла до тіньової вбивці, яка хоче помститися вбивцям її сім'ї. Однак, під час останнього завдання вони сходиться у дуелі з Пак Чіном, лідер Сонріму, проте, програвши бій, вона втікає з пораненням у місто. Але її не вдається позбутися переслідування, тому для втечі Наксу застосовує заборонену магію «перенесення душі». Проте все йде не за планом і замість вибраної людини, Наксу вселяється у Му Ток, сліпу дівчину, що була поряд. Її вдається втекти від переслідування, але вона втрачає всю силу чаклування, яку мала у своєму тілі як Наксу.
З іншого боку кілька років тому, коли Чан Кан займав посаду Кванчу у Чонбуккані, то він досліджував заборонену магію «переміщення душі» і про це дізнався хворий король. Тому король захотів, щоб Чан Кан застосував заборонену магію і обмінявся душею на кілька днів, щоб король зміг створити свого наступника. Чан Кан виконав бажання і допустив непоправно помилку, так як король обрав То Хва, кохану жінку Чан Кан, як жінку, що народить сина. Тому після того, як Чан Кан повернувся у своєї тіло і народилася дитина у То Хва, то він з дитиною прийшов у Сонрім і зачинив його ворота до сили, так що син не зможе чаклувати, а також заборонив всім присутнім розблоковувати їх.
У теперішній час, Чан Ука намагається навчитися чаклувати, але жоден з 12 чаклунів йому не зміг допомогти. Тому Чан Ук вирішує, що його учителем має стати Наксу, і в той час за збігом обставин він зустрічає Му Ток, яку він розпізнає як Наксу. Таким чином він викуповує її з Чвісонру та робить її служницею у своєму домі. А пізніше вони домовляються і Му Ток стає таємною учителькою для Чан Ука. У той же час колишній підопічний Чан Кан і теперішній Кванчу у Чонбуккані, Чін Му замислює таємний план, пов'язаний із забороненою магією «переміщення душ», і готується виступити проти Сонріма.

### Другий сезон (Частина 2)
Пройшло три роки з моменту подій Частини 1, Чан Ук, який втратив свою кохану та живе лише завдяки льодяному камені, що в його серці, полює на переміщувачі душей і знищує їх. Через використання льодяного камені Чан Ук притягує до себе примар і таким чином навколо все поглинає пронизувальний холод, тому його соратники лишили його на одинці і лише найвідданіші залишилися з ним. Крім того після подій, що трапилися три року тому, Чан Ук почав негативно ставитися Ко Вон, який зблизився з Чін Му. 
У той же час Чінйовон після тих подій, зачинився і нікого постороннього не пускав до себе. Це трапилося через те, що Чін Хо Кьон вирішила врятувати свою доньку Пу Йон, в тіло якої вселилася Наксу. Через те, що Наксу, яка була в тілі Му Токі/Пу Йоні, втратила контроль як переміщувач душ, то майстеру Лі прийшлося її лікувати, використавши енергію Наксу, що знищило душу Пу Йон, та стерши пам'ять як Наксу і обмеживши сили як тіла Пу Йон, щоб виникло конфлікту в тілі і призвело до повторного закам'яніння. Через використання енергій Наксу, то і тіло Пу Йон набула подібного вигляду до тіла Наксу. Через три року Чін Хо Кьон планує одружити Пу Йон з метою, щоб вона народила спадкоємця, так як у жриць із божественною силою народжуються такі ж спадкоємці із величною силою.
Однак внаслідок інцидент один із переміщувач душ втікає у Чінйовон внаслідок чого всередину також потрапляє і Чан Ук, що женеться за ним. Через випадок він випадково потрапляє в таємну кімнату, де тримають Пу Йон. Чан Ук не впізнав Пу Йон через зміну зовнішності, але допоміг зробити шлях на волю. Пізніше мати повідомляє Пу Йон про свої плани щодо одруження, і тоді вона втікає через три дні з моменту візиту Чан Ука та планує якось врятуватися від обнадійливої долі бути зачиненою довіку. Вона натрапляє на Чан Ука та пропонує йому виступити, проти її мати і звільнити від її долі. Вона розкриває, що вона велична жриця і може стати йому в нагоді. Перед самим весіллям Чан Ук таки викрадає Пу Йон з метою, щоб вона витягнула з нього льодяний камінь. Однак він дізнається, що вона йому брехала і не має божественних сил на поточний час, тому він спершу був готовий її повернути назад до Чінйовону, але після події, де її вдалося таки використати свої сили, Пу Йон залишилася жити у помешканні Чан Ука, поступово повертаючи свою пам'яті і відповідно свої сили.
З іншого боку Чін Му продовжує будувати свої плани і тепер планує, як отримати контроль над Чінйовоном, щоб знову отримати доступ до льодяного камені. При цьому в свою діяльність прагне вплутати Со Ха Сона, Со Юн О та Ко Вона.

## Акторський склад

### Головні ролі
- Лі Че Ук як Чан Ук[3][5]
  - Пак Сан Хун як Чан Ук у дитинстві

Його народження оточено таємницями, через що вся країна пліткує про його позашлюбне походження. Проте через заблоковані ворота до чарування і заборону щодо їхнього відкриття, Чан Уку не може повноцінно навчатися у вчителів. Тому він вже змінив 12, поки не зустрів Му Ток, яка і стала його вчителем.
- Чон Со Мін як Му Ток / Наксу (після алхімії душ) / Чін Пу Йон (ім'я при народження для Му Ток)[3]

Му Ток була сліпою дівчиною, що була поряд в момент, коли Наксу застосувала заклинання щодо переміщення душі. За збігом обставин замість очікуваної особи, Наксу вселяється у Му Ток. Пізніше Му Ток стає служницею в домі Чан Ука та його таємною вчителькою.
- Ко Юн Джон як Наксу (до алхімії душ) / Чо Йон / Чін Пу Йон (у Частині 2)[6][7]
  - Ку Ю Джон як Наксу у дитинстві

У дитинстві за таємничих обставин вона втратила свою матір та бачить, як її батька вбиває лідер Сонріму, Пак Чін. На місце смерті батьків її знаходить таємничий чоловік, завдяки йому вона навчається та стає тіньовою вбивцею Наксу. Після поразки в дуелі з лідером Сонріму, Пак Чіном. Вона переміщає свою душу в тіло Му Ток, а її тіло забирають до Сонріму.
- Хван Мін Хьон як Со Юль[3][5]
  - Мун Сон Хьон як Со Юль у дитинстві

Со Юль є розумним принцом сім'ї Со. Він має все від літературних і бойових навичок до гарної зовнішності та благородної особистості, проте він не має бажань чи почуття реальності. У дитинстві він закохався в дівчину, що жила у Танхьангокі, проте коли принесли тіло Наксу в Сонрім, то Со Юль розуміє, що вона і була його першим коханням.

### Другорядні ролі

#### Люди навколо Чан Ука
- О На Ра як служниця Кім[3][5]
- Чу Сан Ук як Чан Кан[14]
- Пе Кан Хі як То Хва
- Чан Тхе Мін як слуга Лі

### Сім'я Со
- То Сан У як Со Юн О

#### Сонрім
- Ю Чун Сан як Пак Чін[3][5]
- Ю Ін Су як Пак Тан Ку[15]
- Лі Ха Юль як Сан Хо

#### Соджуквон
- Лі То Ґьон як Хо Йом[16]
- Хон Со Хі як Хо Юн Ок
- Чон Чін Ан як Сун І
- Кім Йон Джін як лікар Со

#### Чонбуккан
- Чо Че Юн як Чін Му[3][5]
- Чхве Чі Хо як Кіль Джу
- Чха Йон Хак як Йом Су
- Лі Чі Ху як Чха Бом
- Лі Пон Джун як Ку Хьо
- Чу Мін Су як Хан Йоль

#### Чінйовон
- Пак Ин Хє як Чін Хо Кьон[16].
- Чу Сок Тхе як Чін У Тхак
- Арін як Чін Чо Йон[15]
- Юн Хе Бін як Чін Пу Йон у дитинстві

#### Королівська родина
- Сін Син Хо як Ко Вон[3][5][17]
- Чхве Кван Іль як Ко Сун[14]
- Кан Кьон Хон/Сім Со Йон як Со Ха Сон
- Пак Пьон Ин як Ко Сон
- Лі Кі Соп як євнух О
- Чон Чі Сон як євнух Кім

#### Чвісонру
- Пак Со Джін як Чу Воль

#### Інші
- Ім Чхоль Су як Лі Чхоль (майстер Лі)[16]
- Со Хє Вон як Со Лі
- Сон Син Хван як Йон Пхіль
- У Хьон як монах Хо Йон
- Лі Чі Ху як Чха Бом
- Лі Пон Джун як Ку Хьо
- Чу Мін Су як Хан Йоль

## Виробництво

### Кастинг
У січні 2021 агентство «Studio Santa Claus Entertainment» акторки Пак Хє Су повідомило, що вона взяла участь у відборі акторів для серіалу «Алхімія душ», проте ще не вирішено чи увійде Хє Су до акторського складу чи ні. У квітні з'явилася інформація, що на головні ролі у серіалі розглядаються актори Лі Че Ук та Пак Хє Ин, а також про те, що Мінхьон з NU'EST та Арін з Oh My Girl приєднаються до акторського складу, пізніше агентство «WM Entertainment» підтвердило, що Арін було запропоновано роль у серіалі і що вони позитивно розглядають її участь в ньому. 8 липня акторка Пак Ин Хє покинула акторський склад серіалу через те, що вона відчувала великий тягар щодо своєї участі у такому великому проєкту, враховуючи те, що вона ще акторка-новачок. У той же день з'явилася інформація, що на головну жіночу роль розглядаються акторку Чон Со Мін.
3 березня 2022 офіційно було підтверджено, що у серіалі візьмуть участь актори Лі Че Ук, Чон Со Мін, Хван Мін Хьон, Сін Син Хо, О На Ра, Ю Чун Сан, Чо Че Юн. 21 березня офіційно було повідомлено, що до акторського складу приєднаються Арін, Ю Ін Су, Пак Ин Хє, Лі То Ґьон та Ім Чхоль Су. У кінці Частини 1, яка вийшла 21 серпня, було показано, що Ко Юн Джон замінить Чон Со Мін та буде грати роль Наксу.

### Фільмування
У серпня 2021 року Studio Dragon і High Quality уклали угоду містом Мунґьон про будівництва знімального майданчику загальною площею 13829 м² (де 2294 м² припадає на будівлі) вартістю 5 мільярдів вон у Масон-мьоні, на якому планується знімання серіалу «Алхімія душ». 6 жовтня було повідомлено, що у зв'язку з тим, що 5 жовтня в одного з працівників на знімальному майданчику було виявлено Covid-19, знімальний процес припинився, а актори та працівники знімального майданчику здають ПЛР-тести.
26 серпня 2022 року з'явилася інформація, що почалося фільмування другого сезону під робочою назвою «Алхімія душ: Частини 2», яке планується до виходу у грудні з 10 серіями.

## Оригінальні звукові доріжки

### Перший сезон (Частина 1)

#### Повний альбом
| Alchemy of Souls (Original Television Soundtrack), Диск 1 | Alchemy of Souls (Original Television Soundtrack), Диск 1   | Alchemy of Souls (Original Television Soundtrack), Диск 1 | Alchemy of Souls (Original Television Soundtrack), Диск 1 | Alchemy of Souls (Original Television Soundtrack), Диск 1 | Alchemy of Souls (Original Television Soundtrack), Диск 1 |
| #                                                         | Назва                                                       | Автор слів                                                | Автор музики                                              | Виконавець                                                | Тривалість                                                |
| --------------------------------------------------------- | ----------------------------------------------------------- | --------------------------------------------------------- | --------------------------------------------------------- | --------------------------------------------------------- | --------------------------------------------------------- |
| 1.                                                        | «Scars Leave Beautiful Trace» (상처는 아름다운 흔적이 되어) | Нам Хє Син, Janet Suhh                                    | Нам Хє Син, Чон Чон Хьок, Хо Сок, Лі Че У                 | Car, the Garden                                           | 3:33                                                      |
| 2.                                                        | «Aching» (아리운)                                           | Нам Хє Син, Кім Кьон Хі                                   | Нам Хє Син, Кім Кьон Хі                                   | Kassy                                                     | 4:11                                                      |
| 3.                                                        | «Just Watching You» (바라만 본다)                           | Нам Хє Син, Кім Кьон Хі                                   | Нам Хє Син, Кім Кьон Хі                                   | Чон Се Ун                                                 | 4:02                                                      |
| 4.                                                        | «Raindrops» (빗방울)                                        | Нам Хє Син, Janet Suhh                                    | Нам Хє Син, Пак Сан Хі                                    | Gummy                                                     | 3:54                                                      |
| 5.                                                        | «You're Everything to Me» (온통 그대뿐인 나죠)              | Нам Хє Син, Пак Чін Хо                                    | Нам Хє Син, Пак Чін Хо                                    | Сін Йон Дже (2F)                                          | 4:10                                                      |
| 6.                                                        | «Breath» (숨결)                                             | Нам Хє Син, Janet Suhh                                    | Нам Хє Син, Пак Сан Хі                                    | Кім На Йон                                                | 4:27                                                      |
| 7.                                                        | «Love Letter (with you)» (연서 (with you))                  | Нам Хє Син, Кім Кьон Хі                                   | Нам Хє Син, Кім Кьон Хі                                   | Big Naughty                                               | 3:29                                                      |

| Alchemy of Souls (Original Television Soundtrack), Диск 2 | Alchemy of Souls (Original Television Soundtrack), Диск 2 | Alchemy of Souls (Original Television Soundtrack), Диск 2 | Alchemy of Souls (Original Television Soundtrack), Диск 2 | Alchemy of Souls (Original Television Soundtrack), Диск 2 |
| #                                                         | Назва                                                     | Автор музики                                              | Виконавець                                                | Тривалість                                                |
| --------------------------------------------------------- | --------------------------------------------------------- | --------------------------------------------------------- | --------------------------------------------------------- | --------------------------------------------------------- |
| 1.                                                        | «Alchemy of Souls (Opening Title)» (환혼 (오프닝 타이틀)) | Нам Хє Син, Чон Чон Хьок                                  | Нам Хє Син, Чон Чон Хьок                                  | 0:32                                                      |
| 2.                                                        | «Naksu» (낙수)                                            | Нам Хє Син, Чон Чон Хьок                                  | Нам Хє Син, Чон Чон Хьок                                  | 4:24                                                      |
| 3.                                                        | «Jinyowon» (진요원)                                       | Кім У Джон                                                | Кім У Джон                                                | 2:37                                                      |
| 4.                                                        | «Don't Leave Me Blues» (가지 마오 블루스)                 | Нам Хє Син, Пак Сан Хі                                    | Нам Хє Син, Пак Сан Хі                                    | 1:07                                                      |
| 5.                                                        | «The Energy of Water» (물의 기운)                         | Кім Су Хьон                                               | Кім Су Хьон                                               | 2:03                                                      |
| 6.                                                        | «Give This King a Different Body» (왕을 환혼해 보게)      | Кім Йон Ин                                                | Кім Йон Ин                                                | 5:20                                                      |
| 7.                                                        | «Forbidden Spell» (금지된 술법)                           | Нам Хє Син, Чон Чон Хьок                                  | Нам Хє Син, Чон Чон Хьок                                  | 3:14                                                      |
| 8.                                                        | «Unspeakable» (말할 수 없는)                              | Вон Є На                                                  | Вон Є На                                                  | 2:41                                                      |
| 9.                                                        | «Gwigu» (귀구)                                            | Нам Хє Син, Пак Сан Хі                                    | Нам Хє Син, Пак Сан Хі                                    | 1:55                                                      |
| 10.                                                       | «Another Soul» (또 하나의 영혼)                           | Кім Су Хьон                                               | Кім Су Хьон                                               | 2:51                                                      |
| 11.                                                       | «The Chaser of Night» (밤의 추격자)                       | Нам Хє Син, Чон Чон Хьок                                  | Нам Хє Син, Чон Чон Хьок                                  | 3:36                                                      |
| 12.                                                       | «If You Don't Do Anything» (아무것도 하지 않을 거라면)    | Кім У Джон                                                | Кім У Джон                                                | 1:39                                                      |
| 13.                                                       | «Imperial Star» (제왕성)                                  | Чон Чон Хун                                               | Чон Чон Хун                                               | 1:05                                                      |
| 14.                                                       | «I Am Crown Prince» (나 세잔데)                           | Вон Є На                                                  | Вон Є На                                                  | 2:18                                                      |
| 15.                                                       | «My Yong Master, My Mudeok» (나의 도련님, 나의 무덕이)    | Нам Хє Син, Пак Сан Хі                                    | Нам Хє Син, Пак Сан Хі                                    | 2:01                                                      |
| 16.                                                       | «Jin Mu» (진무)                                           | Чхон Мін Джон                                             | Чхон Мін Джон                                             | 5:44                                                      |
| 17.                                                       | «The Memory of Danhyang» (단향곡의 기억)                  | О Йо На                                                   | О Йо На                                                   | 1:41                                                      |
| 18.                                                       | «About This Distance» (이 정도의 거리)                    | Чхон Мін Джон                                             | Чхон Мін Джон                                             | 1:32                                                      |
| 19.                                                       | «The Land of Daeho» (대호국)                              | Нам Хє Син, Пак Сан Хі                                    | Нам Хє Син, Пак Сан Хі                                    | 1:15                                                      |
| 20.                                                       | «Yes, My Young Master» (예, 도련님)                       | Нам Хє Син, Пак Сан Хі                                    | Нам Хє Син, Пак Сан Хі                                    | 1:47                                                      |
| 21.                                                       | «The Old Whistle» (오래된 호각)                           | О Йо На                                                   | О Йо На                                                   | 1:38                                                      |
| 22.                                                       | «Trace of Alchemy of Souls» (환혼의 흔적)                 | Ян Чхе Ин                                                 | Ян Чхе Ин                                                 | 1:47                                                      |
| 23.                                                       | «Painful Past» (아픈 과거)                                | Кім Мун Джон                                              | Кім Мун Джон                                              | 3:38                                                      |
| 24.                                                       | «Jinyowon and Songrim» (진요원과 송림)                    | Нам Хє Син, Пак Сан Хі                                    | Нам Хє Син, Пак Сан Хі                                    | 2:13                                                      |

#### Альбом частинами
| Alchemy of Souls (Original Television Soundtrack), Part 1 | Alchemy of Souls (Original Television Soundtrack), Part 1                   | Alchemy of Souls (Original Television Soundtrack), Part 1 | Alchemy of Souls (Original Television Soundtrack), Part 1 | Alchemy of Souls (Original Television Soundtrack), Part 1 | Alchemy of Souls (Original Television Soundtrack), Part 1 |
| #                                                         | Назва                                                                       | Автор слів                                                | Автор музики                                              | Виконавець                                                | Тривалість                                                |
| --------------------------------------------------------- | --------------------------------------------------------------------------- | --------------------------------------------------------- | --------------------------------------------------------- | --------------------------------------------------------- | --------------------------------------------------------- |
| 1.                                                        | «Scars Leave Beautiful Trace» (상처는 아름다운 흔적이 되어)                 | Нам Хє Син, Janet Suhh                                    | Нам Хє Син, Чон Чон Хьок, Хо Сок, Лі Че У                 | Car, the Garden                                           | 3:33                                                      |
| 2.                                                        | «Scars Leave Beautiful Trace (Inst.)» (상처는 아름다운 흔적이 되어 (Inst.)) |                                                           | Нам Хє Син, Чон Чон Хьок, Хо Сок, Лі Че У                 | Car, the Garden                                           | 3:33                                                      |

| Alchemy of Souls (Original Television Soundtrack), Part 2 | Alchemy of Souls (Original Television Soundtrack), Part 2 | Alchemy of Souls (Original Television Soundtrack), Part 2 | Alchemy of Souls (Original Television Soundtrack), Part 2 | Alchemy of Souls (Original Television Soundtrack), Part 2 | Alchemy of Souls (Original Television Soundtrack), Part 2 |
| #                                                         | Назва                                                     | Автор слів                                                | Автор музики                                              | Виконавець                                                | Тривалість                                                |
| --------------------------------------------------------- | --------------------------------------------------------- | --------------------------------------------------------- | --------------------------------------------------------- | --------------------------------------------------------- | --------------------------------------------------------- |
| 1.                                                        | «Aching» (아리운)                                         | Нам Хє Син, Кім Кьон Хі                                   | Нам Хє Син, Кім Кьон Хі                                   | Kassy                                                     | 4:11                                                      |
| 2.                                                        | «Aching (Inst.)» (아리운 (Inst.))                         |                                                           | Нам Хє Син, Кім Кьон Хі                                   | Kassy                                                     | 4:11                                                      |

| Alchemy of Souls (Original Television Soundtrack), Part 3 | Alchemy of Souls (Original Television Soundtrack), Part 3 | Alchemy of Souls (Original Television Soundtrack), Part 3 | Alchemy of Souls (Original Television Soundtrack), Part 3 | Alchemy of Souls (Original Television Soundtrack), Part 3 | Alchemy of Souls (Original Television Soundtrack), Part 3 |
| #                                                         | Назва                                                     | Автор слів                                                | Автор музики                                              | Виконавець                                                | Тривалість                                                |
| --------------------------------------------------------- | --------------------------------------------------------- | --------------------------------------------------------- | --------------------------------------------------------- | --------------------------------------------------------- | --------------------------------------------------------- |
| 1.                                                        | «Just Watching You» (바라만 본다)                         | Нам Хє Син, Кім Кьон Хі                                   | Нам Хє Син, Кім Кьон Хі                                   | Чон Се Ун                                                 | 4:02                                                      |
| 2.                                                        | «Just Watching You (Inst.)» (바라만 본다 (Inst.))         |                                                           | Нам Хє Син, Кім Кьон Хі                                   | Чон Се Ун                                                 | 4:02                                                      |

| Alchemy of Souls (Original Television Soundtrack), Part 4 | Alchemy of Souls (Original Television Soundtrack), Part 4 | Alchemy of Souls (Original Television Soundtrack), Part 4 | Alchemy of Souls (Original Television Soundtrack), Part 4 | Alchemy of Souls (Original Television Soundtrack), Part 4 | Alchemy of Souls (Original Television Soundtrack), Part 4 |
| #                                                         | Назва                                                     | Автор слів                                                | Автор музики                                              | Виконавець                                                | Тривалість                                                |
| --------------------------------------------------------- | --------------------------------------------------------- | --------------------------------------------------------- | --------------------------------------------------------- | --------------------------------------------------------- | --------------------------------------------------------- |
| 1.                                                        | «Raindrops» (빗방울)                                      | Нам Хє Син, Janet Suhh                                    | Нам Хє Син, Пак Сан Хі                                    | Gummy                                                     | 3:54                                                      |
| 2.                                                        | «Raindrops (Inst.)» (빗방울 (Inst.))                      |                                                           | Нам Хє Син, Пак Сан Хі                                    | Gummy                                                     | 3:54                                                      |

| Alchemy of Souls (Original Television Soundtrack), Part 5 | Alchemy of Souls (Original Television Soundtrack), Part 5      | Alchemy of Souls (Original Television Soundtrack), Part 5 | Alchemy of Souls (Original Television Soundtrack), Part 5 | Alchemy of Souls (Original Television Soundtrack), Part 5 | Alchemy of Souls (Original Television Soundtrack), Part 5 |
| #                                                         | Назва                                                          | Автор слів                                                | Автор музики                                              | Виконавець                                                | Тривалість                                                |
| --------------------------------------------------------- | -------------------------------------------------------------- | --------------------------------------------------------- | --------------------------------------------------------- | --------------------------------------------------------- | --------------------------------------------------------- |
| 1.                                                        | «You're Everything to Me» (온통 그대뿐인 나죠)                 | Нам Хє Син, Пак Чін Хо                                    | Нам Хє Син, Пак Чін Хо                                    | Сін Йон Дже (2F)                                          | 4:10                                                      |
| 2.                                                        | «You're Everything to Me (Inst.)» (온통 그대뿐인 나죠 (Inst.)) |                                                           | Нам Хє Син, Пак Чін Хо                                    | Сін Йон Дже (2F)                                          | 4:10                                                      |

| Alchemy of Souls (Original Television Soundtrack), Part 6 | Alchemy of Souls (Original Television Soundtrack), Part 6 | Alchemy of Souls (Original Television Soundtrack), Part 6 | Alchemy of Souls (Original Television Soundtrack), Part 6 | Alchemy of Souls (Original Television Soundtrack), Part 6 | Alchemy of Souls (Original Television Soundtrack), Part 6 |
| #                                                         | Назва                                                     | Автор слів                                                | Автор музики                                              | Виконавець                                                | Тривалість                                                |
| --------------------------------------------------------- | --------------------------------------------------------- | --------------------------------------------------------- | --------------------------------------------------------- | --------------------------------------------------------- | --------------------------------------------------------- |
| 1.                                                        | «Breath» (숨결)                                           | Нам Хє Син, Janet Suhh                                    | Нам Хє Син, Пак Сан Хі                                    | Кім На Йон                                                | 4:27                                                      |
| 2.                                                        | «Breath (Inst.)» (숨결 (Inst.))                           |                                                           | Нам Хє Син, Пак Сан Хі                                    | Кім На Йон                                                | 4:27                                                      |

| Alchemy of Souls (Original Television Soundtrack), Part 7 | Alchemy of Souls (Original Television Soundtrack), Part 7  | Alchemy of Souls (Original Television Soundtrack), Part 7 | Alchemy of Souls (Original Television Soundtrack), Part 7 | Alchemy of Souls (Original Television Soundtrack), Part 7 | Alchemy of Souls (Original Television Soundtrack), Part 7 |
| #                                                         | Назва                                                      | Автор слів                                                | Автор музики                                              | Виконавець                                                | Тривалість                                                |
| --------------------------------------------------------- | ---------------------------------------------------------- | --------------------------------------------------------- | --------------------------------------------------------- | --------------------------------------------------------- | --------------------------------------------------------- |
| 1.                                                        | «Love Letter (with you)» (연서 (with you))                 | Нам Хє Син, Кім Кьон Хі                                   | Нам Хє Син, Кім Кьон Хі                                   | Big Naughty                                               | 3:29                                                      |
| 2.                                                        | «Love Letter (with you) (Inst.)» (연서 (with you) (Inst.)) |                                                           | Нам Хє Син, Кім Кьон Хі                                   | Big Naughty                                               | 3:29                                                      |

### Другий сезон (Частина 2)

#### Повний альбом
| Alchemy of Souls: Light and Shadow (Original Television Soundtrack) | Alchemy of Souls: Light and Shadow (Original Television Soundtrack) | Alchemy of Souls: Light and Shadow (Original Television Soundtrack) | Alchemy of Souls: Light and Shadow (Original Television Soundtrack) | Alchemy of Souls: Light and Shadow (Original Television Soundtrack) | Alchemy of Souls: Light and Shadow (Original Television Soundtrack) |
| #                                                                   | Назва                                                               | Автор слів                                                          | Автор музики                                                        | Виконавець                                                          | Тривалість                                                          |
| ------------------------------------------------------------------- | ------------------------------------------------------------------- | ------------------------------------------------------------------- | ------------------------------------------------------------------- | ------------------------------------------------------------------- | ------------------------------------------------------------------- |
| 1.                                                                  | «Blue Flower» (푸른꽃)                                              | Нам Хє Син, Кім Кьон Хі                                             | Нам Хє Син, Кім Кьон Хі                                             | Ліа (ITZY)                                                          | 3:48                                                                |
| 2.                                                                  | «Tree (Just Watching You 2)» (나무 (바라만 본다 2))                 | Нам Хє Син, Кім Кьон Хі                                             | Нам Хє Син, Кім Кьон Хі                                             | Хван Мін Хьон                                                       | 4:03                                                                |
| 3.                                                                  | «I'm Sorry»                                                         | Нам Хє Син, Janet Suhh                                              | Нам Хє Син, Чон Чон Хьок, Хо Сок                                    | Ailee                                                               | 4:16                                                                |
| 4.                                                                  | «From The Highest Place» (가장 높은 곳에서)                         |                                                                     | Нам Хє Син, Чон Чон Хьок                                            | Нам Хє Син, Чон Чон Хьок                                            | 2:50                                                                |
| 5.                                                                  | «Fallen Sky» (무너진 하늘)                                          |                                                                     | Кім Су Хьон                                                         | Кім Су Хьон                                                         | 2:25                                                                |
| 6.                                                                  | «The Thing I Can Give You» (너에게 줄 수 있는 것)                   |                                                                     | Вон Є На                                                            | Вон Є На                                                            | 1:18                                                                |
| 7.                                                                  | «Like Nothing Ever Happened» (아무 일도 없었던 것처럼)              |                                                                     | Нам Хє Син, Пак Сан Хі                                              | Нам Хє Син, Пак Сан Хі                                              | 2:27                                                                |
| 8.                                                                  | «On Top Of The Tree» (그 나무 위에)                                 |                                                                     | Нам Хє Син, Пак Сан Хі                                              | Нам Хє Син, Пак Сан Хі                                              | 0:48                                                                |
| 9.                                                                  | «Scheme» (계략)                                                     |                                                                     | Кім У Джон                                                          | Кім У Джон                                                          | 1:44                                                                |
| 10.                                                                 | «Contest» (승부)                                                    |                                                                     | Нам Хє Син, Пак Сан Хі                                              | Нам Хє Син, Пак Сан Хі                                              | 5:22                                                                |
| 11.                                                                 | «At First Sight» (첫눈에)                                           |                                                                     | Чхон Мін Джон                                                       | Чхон Мін Джон                                                       | 2:02                                                                |
| 12.                                                                 | «Imperial Star» (제왕성)                                            |                                                                     | Кім Мун Джон                                                        | Кім Мун Джон                                                        | 1:38                                                                |
| 13.                                                                 | «Fate» (숙명)                                                       |                                                                     | Нам Хє Син, Чон Чон Хьок                                            | Нам Хє Син, Чон Чон Хьок                                            | 4:27                                                                |
| 14.                                                                 | «My Confession, My Sincerity» (나의 고백 나의 진심)                 |                                                                     | Нам Хє Син, Пак Сан Хі                                              | Нам Хє Син, Пак Сан Хі                                              | 2:33                                                                |
| 15.                                                                 | «The Only World» (단 하나의 세상)                                   |                                                                     | Вон Є На                                                            | Вон Є На                                                            | 1:38                                                                |
| 16.                                                                 | «Promise» (약속)                                                    |                                                                     | Нам Хє Син, Пак Сан Хі                                              | Нам Хє Син, Пак Сан Хі                                              | 2:03                                                                |
| 17.                                                                 | «Another Name» (또 다른 이름)                                       |                                                                     | Чхон Мін Джон                                                       | Чхон Мін Джон                                                       | 1:56                                                                |
| 18.                                                                 | «Great Chaos» (대혼돈)                                              |                                                                     | Кім Су Хьон                                                         | Кім Су Хьон                                                         | 2:31                                                                |
| 19.                                                                 | «Walking Through Memories» (기억 속을 거닐다)                       |                                                                     | Нам Хє Син, Пак Сан Хі                                              | Нам Хє Син, Пак Сан Хі                                              | 2:21                                                                |
| 20.                                                                 | «A Door That Can`t Be Closed» (닫을 수 없는 문)                     |                                                                     | Кім У Джон                                                          | Кім У Джон                                                          | 2:29                                                                |
| 21.                                                                 | «Schizophrenia» (정신분열)                                          |                                                                     | Чхон Мін Джон                                                       | Чхон Мін Джон                                                       | 2:47                                                                |
| 22.                                                                 | «Light And Shadow» (빛과 그림자)                                    |                                                                     | Кім Су Хьон                                                         | Кім Су Хьон                                                         | 3:06                                                                |
| 23.                                                                 | «Just Like The Two Of Us» (이렇게 우리 둘이)                        |                                                                     | Вон Є На                                                            | Вон Є На                                                            | 1:31                                                                |
| 24.                                                                 | «Into The Storm» (폭풍 속으로)                                      |                                                                     | Кім У Джон                                                          | Кім У Джон                                                          | 1:58                                                                |
| 25.                                                                 | «Gossip» (뒷담화)                                                   |                                                                     | Нам Хє Син, Ко Ин Джон                                              | Нам Хє Син, Ко Ин Джон                                              | 2:08                                                                |
| 26.                                                                 | «A Drop Of Power» (한 방울의 힘)                                    |                                                                     | Хо Мі Хо                                                            | Хо Мі Хо                                                            | 2:37                                                                |
| 27.                                                                 | «Yun-Ok And Heo Yeom» (윤옥과 허염)                                 |                                                                     | Нам Хє Син, Чо Мі Ра                                                | Нам Хє Син, Чо Мі Ра                                                | 0:56                                                                |

#### Альбом частинами
| Alchemy of Souls: Light and Shadow (Original Television Soundtrack), Part 1 | Alchemy of Souls: Light and Shadow (Original Television Soundtrack), Part 1 | Alchemy of Souls: Light and Shadow (Original Television Soundtrack), Part 1 | Alchemy of Souls: Light and Shadow (Original Television Soundtrack), Part 1 | Alchemy of Souls: Light and Shadow (Original Television Soundtrack), Part 1 | Alchemy of Souls: Light and Shadow (Original Television Soundtrack), Part 1 |
| #                                                                           | Назва                                                                       | Автор слів                                                                  | Автор музики                                                                | Виконавець                                                                  | Тривалість                                                                  |
| --------------------------------------------------------------------------- | --------------------------------------------------------------------------- | --------------------------------------------------------------------------- | --------------------------------------------------------------------------- | --------------------------------------------------------------------------- | --------------------------------------------------------------------------- |
| 1.                                                                          | «Blue Flower» (푸른꽃)                                                      | Нам Хє Син, Кім Кьон Хі                                                     | Нам Хє Син, Кім Кьон Хі                                                     | Ліа (ITZY)                                                                  | 3:48                                                                        |
| 2.                                                                          | «Blue Flower (Inst.)» (푸른꽃 (Inst.))                                      |                                                                             | Нам Хє Син, Кім Кьон Хі                                                     | Ліа (ITZY)                                                                  | 3:48                                                                        |

| Alchemy of Souls: Light and Shadow (Original Television Soundtrack), Part 2 | Alchemy of Souls: Light and Shadow (Original Television Soundtrack), Part 2 | Alchemy of Souls: Light and Shadow (Original Television Soundtrack), Part 2 | Alchemy of Souls: Light and Shadow (Original Television Soundtrack), Part 2 | Alchemy of Souls: Light and Shadow (Original Television Soundtrack), Part 2 | Alchemy of Souls: Light and Shadow (Original Television Soundtrack), Part 2 |
| #                                                                           | Назва                                                                       | Автор слів                                                                  | Автор музики                                                                | Виконавець                                                                  | Тривалість                                                                  |
| --------------------------------------------------------------------------- | --------------------------------------------------------------------------- | --------------------------------------------------------------------------- | --------------------------------------------------------------------------- | --------------------------------------------------------------------------- | --------------------------------------------------------------------------- |
| 1.                                                                          | «Tree (Just Watching You 2)» (나무 (바라만 본다 2))                         | Нам Хє Син, Кім Кьон Хі                                                     | Нам Хє Син, Кім Кьон Хі                                                     | Хван Мін Хьон                                                               | 4:03                                                                        |
| 2.                                                                          | «Tree (Just Watching You 2) (Inst.)» (나무 (바라만 본다 2) (Inst.))         |                                                                             | Нам Хє Син, Кім Кьон Хі                                                     | Хван Мін Хьон                                                               | 4:03                                                                        |

| Alchemy of Souls: Light and Shadow (Original Television Soundtrack), Part 3 | Alchemy of Souls: Light and Shadow (Original Television Soundtrack), Part 3 | Alchemy of Souls: Light and Shadow (Original Television Soundtrack), Part 3 | Alchemy of Souls: Light and Shadow (Original Television Soundtrack), Part 3 | Alchemy of Souls: Light and Shadow (Original Television Soundtrack), Part 3 | Alchemy of Souls: Light and Shadow (Original Television Soundtrack), Part 3 |
| #                                                                           | Назва                                                                       | Автор слів                                                                  | Автор музики                                                                | Виконавець                                                                  | Тривалість                                                                  |
| --------------------------------------------------------------------------- | --------------------------------------------------------------------------- | --------------------------------------------------------------------------- | --------------------------------------------------------------------------- | --------------------------------------------------------------------------- | --------------------------------------------------------------------------- |
| 1.                                                                          | «I'm Sorry»                                                                 | Нам Хє Син, Janet Suhh                                                      | Нам Хє Син, Чон Чон Хьок, Хо Сок                                            | Ailee                                                                       | 4:16                                                                        |
| 2.                                                                          | «I'm Sorry (Inst.)»                                                         |                                                                             | Нам Хє Син, Чон Чон Хьок, Хо Сок                                            | Ailee                                                                       | 4:16                                                                        |

## Рейтинги
Найнижчі рейтинги позначені синім кольором, а найвищі — червоним кольором.
| Серія                          | Дата показу                    | Середнє значення кількості переглядів | Середнє значення кількості переглядів | Середнє значення кількості переглядів |
| Серія                          | Дата показу                    | AGB Nielsen                           | AGB Nielsen                           |                                       |
| Серія                          | Дата показу                    | Загальнонаціональні                   | Сеул                                  |                                       |
| Перший сезон (Частина 1)       | Перший сезон (Частина 1)       | Перший сезон (Частина 1)              | Перший сезон (Частина 1)              |                                       |
| ------------------------------ | ------------------------------ | ------------------------------------- | ------------------------------------- | ------------------------------------- |
| 1                              | 18 червня 2022                 | 5,205 %                               | 4,833 %                               |                                       |
| 2                              | 19 червня 2022                 | 5,872 %                               | 6,047 %                               |                                       |
| 3                              | 25 червня 2022                 | 5,288 %                               | 5,315 %                               |                                       |
| 4                              | 26 червня 2022                 | 6,841 %                               | 6,878 %                               |                                       |
| 5                              | 2 липня 2022                   | 5,352 %                               | 5,253 %                               |                                       |
| 6                              | 3 липня 2022                   | 6,639 %                               | 6,880 %                               |                                       |
| 7                              | 9 липня 2022                   | 5,311 %                               | 5,158 %                               |                                       |
| 8                              | 10 липня 2022                  | 6,826 %                               | 6,694 %                               |                                       |
| 9                              | 16 липня 2022                  | 5,204 %                               | 5,329 %                               |                                       |
| 10                             | 17 липня 2022                  | 6,958 %                               | 6,835 %                               |                                       |
| 11                             | 23 липня 2022                  | 4,989 %                               | 4,908 %                               |                                       |
| 12                             | 24 липня 2022                  | 7,091 %                               | 7,032 %                               |                                       |
| 13                             | 30 липня 2022                  | 6,290 %                               | 6,008 %                               |                                       |
| 14                             | 31 липня 2022                  | 7,600 %                               | 7,484 %                               |                                       |
| 15                             | 6 серпня 2022                  | 6,610 %                               | 6,710 %                               |                                       |
| 16                             | 7 серпня 2022                  | 7,453 %                               | 7,544 %                               |                                       |
| 17                             | 20 серпня 2022                 | 7,566 %                               | 7,767 %                               |                                       |
| 18                             | 21 серпня 2022                 | 9,295 %                               | 9,793 %                               |                                       |
| 19                             | 27 серпня 2022                 | 7,915 %                               | 8,121 %                               |                                       |
| 20                             | 28 серпня 2022                 | 9,218 %                               | 9,903 %                               |                                       |
| Середнє значення               | Середнє значення               | 6,676 %                               | 6,725 %                               |                                       |
| Спеціальні серії               |                                |                                       |                                       |                                       |
| Історія про чаклунів           | 13 серпня 2022                 | 4,689 %                               | 4,582 %                               |                                       |
| Щоденник чаклунів              | 14 серпня 2022                 | 3,255 %                               | 3,446 %                               |                                       |
| Другий сезон (Частина 2)       |                                |                                       |                                       |                                       |
| 1                              | 10 грудня 2022                 | 6,719 %                               | 7,852 %                               |                                       |
| 2                              | 11 грудня 2022                 | 7,743 %                               | 8,808 %                               |                                       |
| 3                              | 17 грудня 2022                 | 7,176 %                               | 8,236 %                               |                                       |
| 4                              | 18 грудня 2022                 | 8,458 %                               | 9,366 %                               |                                       |
| 5                              | 24 грудня 2022                 | 7,134 %                               | 7,665 %                               |                                       |
| 6                              | 25 грудня 2022                 | 8,237 %                               | 9,206 %                               |                                       |
| 7                              | 31 грудня 2022                 | 6,644 %                               | 6,654 %                               |                                       |
| 8                              | 1 січня 2023                   | 8,605 %                               | 10,078 %                              |                                       |
| 9                              | 7 січня 2023                   | 8,218 %                               | 8,853 %                               |                                       |
| 10                             | 8 січня 2023                   | 9,651 %                               | 10,603 %                              |                                       |
| Середнє значення               | Середнє значення               | 7,859 %                               | 8,732 %                               |                                       |
| Середнє значення за два сезони | Середнє значення за два сезони | 6,665 %                               | 7,099 %                               |                                       |

## Нагороди та номінації
| Рік  | Нагорода                       | Категорія                                       | Отримувач              | Результат | Примітки      |
| ---- | ------------------------------ | ----------------------------------------------- | ---------------------- | --------- | ------------- |
| 2022 | 13-та Премія корейської драми  | Кращий телевізійний режисер                     | Пак Чун Хва            | Перемога  | [ 58 ] [ 59 ] |
| 2022 | 13-та Премія корейської драми  | Нагорода за глобальну майстерність              | Лі Че Ук               | Перемога  | [ 58 ] [ 59 ] |
| 2022 | 17-та Премія «Азійська модель» | Нагорода «Висхідна зірка», акторська категорія  | Арін                   | Перемога  | [ 60 ] [ 61 ] |
| 2022 | 17-та Премія «Азійська модель» | Особлива азійська нагорода, акторська категорія | Лі Че Ук               | Перемога  | [ 60 ] [ 61 ] |
| 2022 | 7-ма Премія азійський артист   | Кращий актор                                    | Лі Че Ук               | Перемога  | [ 62 ] [ 63 ] |
| 2022 | 7-ма Премія азійський артист   | Нова хвиля, актор                               | Хван Мін Хьон          | Перемога  | [ 62 ] [ 63 ] |
| 2022 | 7-ма Премія азійський артист   | Нагорода за кращу акторську гру                 | Хван Мін Хьон          | Перемога  | [ 62 ] [ 63 ] |
| 2023 | 59-та Премія мистецтв Пексан   | Найкращий сценарій                              | Хон Чон Ин, Хон Мі Ран | Номінація | [ 64 ] [ 65 ] |

## Виноски
1. ↑  У Південній Кореї другий сезон серіалу транслювався під назвою «Алхімія душ: Світло і Тінь» (кор. 환혼 빛과 그림자), у той же час в офіційному українському перекладі сезон носить назву «Алхімія душ: Частина 2».
2. ↑  Показ серій 13 і 14 серпня 2022 був скасований через необхідність покращити якість цих серій. Замість них було показано спеціальні серії, а самі серії було показано 20 і 21 серпня[57].
3. ↑  Без урахування спеціальних серій.